# Aloe johannis
Aloe johannis é uma espécie de liliopsida do gênero Aloe, pertencente à família Asphodelaceae.